# Tensor de Killing
Un tensor de Killing, al qual dona nom Wilhelm Killing, és un tensor simètric, conegut dins la teoria de relativitat general, {\displaystyle K} que satisfà
{\displaystyle \nabla _{(\alpha }K_{\beta \gamma )}=0\,}
on els parèntesi dels índexs es refereixen a la part simètrica.
Es la generalització d'un vector de Killing. Aquests estan associats amb les simetries contínues (i més concretament, diferenciables), i per això són més comuns, a l'inrevés que el concepte de tensor de Killing que és molt menys freqüent. La solució de Kerr és l'exemple més conegut de varietat pseudoriemanniana que posseeix un tensor de Killing.

## Tensor de Killing-Yano
Un tensor antisimètric d'ordre p, {\displaystyle f_{a_{1}a_{2}...a_{p}}}, és un tensor de Killing-Yano si satisfà l'equació:
{\displaystyle \nabla _{b}f_{ca_{2}...a_{p}}+\nabla _{c}f_{ba_{2}...a_{p}}=0\,}.
Tot i que és també una generalització del vector de Killing, es diferencia del tensor de Killing en que la derivada covariant es contrau només amb un índex tensorial.